# 李佳蔓
李佳蔓（1997年8月18日—），中国女子射箭运动员，2014年夏季青年奥运会女子个人和混合团体金牌得主、2022年亚洲运动会女子团体反曲弓银牌得主和女子个人反曲弓铜牌得主。